# 銅-塩素サイクル
銅-塩素サイクル（どう-えんそサイクル、Copper-chlorine cycle、Cu-Clサイクル）は、水素製造に使われる反応プロセスの一つ。Cu-Clサイクルは、必然的に4つの化学反応を含むが、正味の反応は水の酸素と水素への分解である熱化学水素製造プロセスの一つである。化学物質はすべて再利用され、またCu-Clサイクルは熱を必要とする。

銅-塩素サイクルダイアグラム

## 反応機構
{\displaystyle {\ce {Cu-Cl}}} サイクルの4つの反応は以下の通り:
1. {\displaystyle {\ce {2Cu\ + 2HCl(g) -> 2CuCl(l)\ + H2(g)}}} (430-475℃)
2. {\displaystyle {\ce {2Cu2OCl2 -> 4CuCl\ + O2(g)}}} (500℃)
3. {\displaystyle {\ce {2CuCl2\ + H2O(g) -> Cu2OCl2\ + 2 HCl(g)}}} (400℃)
4. {\displaystyle {\ce {2CuCl -> CuCl2(aq)\ + Cu}}} (常温で電気分解)

正味の反応: {\displaystyle {\ce {2H2O -> 2H2\ + O2}}}
記号： ( g )気体、 ( l )液体、( aq )水溶液